# Humes-Jorquenay

Humes-Jorquenay este o comună în departamentul Haute-Marne din nord-estul Franței. În 2009 avea o populație de 579 de locuitori.

## Evoluția populației
| An        | 1975 | 1982 | 1990 | 1999 | 2006 | 2009 |
| --------- | ---- | ---- | ---- | ---- | ---- | ---- |
| Populație | 472  | 591  | 598  | 601  | 587  | 579  |